# Stammliste der Valois
Detaillierte Stammliste der Valois als Nachfahren der Kapetinger und Vorfahren unter anderem
- des Hauses Valois-Orléans
- des Hauses Valois-Angoulême
- des jüngeren Hauses Burgund
- des jüngeren Hauses Anjou

## Von Karl von Valois bis König Karl VI.
1. Karl I. (Charles I.), * 12. März 1270 wohl im Schloss Vincennes, † 5. oder 16. Dezember 1325 in Nogent-le-Roi, 1285 Graf von Valois, 1284–1295 Titularkönig von Aragón und Valencia, Graf von Barcelona, 1293 Graf von Alençon, Chartres und Le Perche, Anagni September 1301 päpstlicher Vikar in Italien und Statthalter der Romagna, 1302 Titularkaiser von Konstantinopel, 1314 Regent von Frankreich, begraben in Saint-Jacques in Paris; 
⚭ I 16. August 1290 in Corbeil Margarete von Sizilien, * wohl 1273, † 31. Dezember 1299, Tochter von Karl II. (Carlo II.) König von Neapel, 1290 Gräfin von Anjou und Maine, 1297 Pair von Frankreich, begraben in Saint-Jacques in Paris (Haus Anjou), 
⚭ II 1301 Catherine de Courtenay, * um 1375, † 1307/1308, Tochter von Philipp von Courtenay, Titularkaiser von Konstantinopel, 1283 Titularkaiserin von Konstantinopel, zu Courtenay, Blaton[1] usw., Titularmarkgräfin von Namur, begraben in Saint-Jacques in Paris (Haus Courtenay); 
⚭ III Juni 1308 in Poitiers Mathilde de Châtillon, * wohl 1293, † 3. Oktober 1358, Tochter von Guido (Guy) III. von Châtillon, Graf von Saint-Pol, Gräfin von Saint-Pol, begraben im Kloster der Cordelières in Paris (Haus Châtillon) – Vorfahren siehe Stammliste der Kapetinger
  1. (I) Isabelle, * 1292, † 1309; 
⚭ Anfang 1297 Johann II. (Jean III.), 1312 Herzog von Bretagne, Pair von Frankreich, † 30. April 1341 in Caen (Haus Frankreich-Dreux)
  2.  (I) Philipp VI. (Philippe VI.), * 1293, † 22. August 1350 in Nogent-le-Rotrou, 1313 Herr von Courtenay, 1314 Graf von Anjou und Maine, Herr von La Roche-sur-Yon, 1325 Graf von Valois und Chartres, 1328 König von Frankreich, Graf von Montpellier, 1335 Pfalzgraf von Champagne, 1349 Herr der Dauphiné von Viennois, begraben in der Basilika Saint-Denis;
⚭ I Juli 1313 in Fontainebleau Johanna von Burgund (Jeanne de Bourgogne), * um 1293, † 12. September 1348 oder 12. Dezember 1349 in Paris, 1313 zu Courtenay und Chanteloup, 1338 Regentin von Frankreich, Tochter von Robert II., Herzog von Burgund, begraben in der Basilika Saint-Denis (Älteres Haus Burgund); 
⚭ II 29. Januar 1350 in Brie-Comte-Robert Blanka Infantin von Navarra, * wohl 1331, † 5. Oktober 1398 in Neaufles-Saint-Martin,[2] Tochter von Philipp III., König von Navarra, begraben in der Basilika Saint-Denis (Haus Frankreich-Évreux)
    1. (I) Philipp (Philippe), * wohl 1315, † klein
    2. (I) Johanna (Jeanne), * wohl 1317, † klein
    3.  (I) Johann II. der Gute (Jean II. le Bon), * 26. April 1319 im Château du Gué de Maulny (Le Mans), † 8. April 1364 in London in englischer Gefangenschaft, 1322 Herzog der Normandie und Guyenne, Graf von Anjou und Maine, Pair von Frankreich, 1350 König von Frankreich, vereinigt 1351 die Normandie mit der Krone, begraben in der Basilika Saint-Denis; 
⚭ I 28. März 1332 per procurationem in Melun, persönlich Mai 1332 Jutta von Luxemburg (Judith, Bonne), Prinzessin von Böhmen, * 20. Mai 1315; † 11. September 1349 in Maubuisson, Tochter von Johann von Luxemburg, König von Böhmen, begraben in Maubuisson (Haus Luxemburg); 
⚭ II 19. Februar 1350 in Nanterre Johanna I. (Jeanne I.), 1332 Gräfin von Auvergne und Boulogne, * 8. Mai 1326, † 29. September 1360 auf dem Château d'Argilly, Erbtochter von Wilhelm XII. (Guillaume XII.), Graf von Auvergne und Boulogne (Haus Auvergne), und Margarete (Marguerite) von Évreux, Witwe von Philipp von Burgund, genannt Philippe Monsieur, Herr von Salins (Älteres Haus Burgund), begraben in der Basilika Saint-Denis.
      1. (I) Blanche, * wohl 1336, † klein
      2.  (I) Karl V. der Weise (Charles V. le Sage), * 31. Januar 1337 auf Schloss Vincennes, † 16. September 1380 auf Schloss Beauté-sur-Marne, 1349 Dauphin von Viennois, 1355 Herzog der Normandie und Guyenne, 1356 Gouverneur und 1358–1360 und 1364 Regent von Frankreich, 1364 König von Frankreich, 1375 Herzog von Orléans, 1377 Graf von Dreux, begraben in der Basilika Saint-Denis; 
⚭ 8. April 1350 in Tain-l’Hermitage Johanna von Bourbon (Jeanne de Bourbon), * 3. Februar 1339 im Schloss Vincennes, † 6. Februar 1378 in Paris, Tochter von Peter I. (Pierre I.), Herzog von Bourbon, begraben in der Basilika Saint-Denis (Bourbonen)
        1. Johanna (Jeanne), * November 1357, † 21. Oktober 1360 in der Abtei Saint-Antoine-des-Champs
        2. Johann (Jean), * wohl 1359, † wohl vor 1364
        3. Bonne, * wohl 1360, † 7. November 1360 wohl in Paris, dort auch begraben
        4. Johann (Jean), * 7. Juni 1366 im Schloss Vincennes, † 21. Dezember 1366 wohl daselbst
        5.  Karl VI. der Wahnsinnige (Charles VI. le Fou, auch le Bien-Aimé), * 3. Dezember 1368 in Paris, † 21. Oktober 1422 daselbst, 1368 Dauphin von Viennois, 1380 König von Frankreich, 1388 volljährig, 1397–1404 Graf von Eu, bestattet in der Basilika Saint-Denis; 
⚭ 13. Juli 1385 in Amiens Elisabeth (Isabeau) von Bayern, Pfalzgräfin bei Rhein, * 1370, † 24. September 1435 in Paris, Tochter von Stephan III., Herzog von Bayern-Ingolstadt, begraben in der Basilika Saint-Denis (Wittelsbacher) – Nachkommen siehe unten
        6. Marie, * 27. Februar 1370 in Paris, † Juni 1377 wohl daselbst
        7.  Ludwig (Louis), * 13. März 1372 im Hôtel Saint-Paul in Paris, † ermordet 23. November 1407 in Paris, Prinz von Frankreich, 1386–1392 Herzog von Touraine, 1392 Herzog von Orléans und Graf von Valois, Pair von Frankreich, 1387–1406 Graf von Asti, nach 1386 Graf von Brie etc., 1391 bzw. 1397 Graf von Blois, 1392 Graf von Dunois und Beaumont-sur-Oise, 1394 Graf von Angoulême, Dreux und Périgord, 1395 Herr von Châteaudun und Porcéan, 1400 Graf von Soissons, Herr von Coucy und Château-Thierry, Graf von Vertus und Porcéan, begraben im Cölestinerkonvent Paris; 
⚭ 17. August 1389 in Melun Valentina Visconti, Prinzessin von Mailand, Gräfin von Asti, * 1366 wohl in Mailand, † 4. Dezember (vielleicht auch 1. Dezember) 1408 im Schloss Blois, Erbtochter von Gian Galeazzo Visconti, Herzog von Mailand, begraben im Cölestinerkonvent Paris (Visconti) – Nachkommen: Haus Valois-Orléans
        8. Isabelle, * 24. Juli 1373 in Paris, † 13. Februar 1378 daselbst, begraben in der Basilika Saint-Denis
        9. Katharina (Cathérine), * 4. Februar 1378 in Paris, † Oktober 1388, begraben in Maubuisson; 
⚭ 5. August 1386 in Saint-Ouen Johann II. von Berry (Jean II. de Berry), wohl 1382 Graf von Montpensier, † 1401/1402, ihr Vetter, siehe unten
        10. (unehelich, Mutter unbekannt) Oudard d’Attainville Bâtard de France * 1360 in Paris, † nach 1415, Bailli von Rouen[3]
        11. (unehelich, Mutter: Biette Cassinel, um 1363) Jean de Montaigu Bâtard de France[4]; * 1363 in Paris, † enthauptet 17. Oktober 1409 daselbst, begraben in der Cölestinerkirche in Marcoussis; 
⚭ Jacqueline de La Grange, Tochter von Étienne de La Grange und Marie du Bois
          1. Charles de Montaigu, * wohl 1396, X 25. Oktober 1415 in der Schlacht von Azincourt, Herr von Marcoussis, Vidame de Laon; 
⚭ 1409 Cathérine d'Albret, Tochter von Charles I. d’Albret, Graf von Dreux, Connétable von Frankreich (Haus Albret), und Marie de Sully, Dame de Craon (Haus Albret)
          2. Isabelle de Montaigu, * 1397, † Oktober 1429 in Vallères, begraben in Marcoussis; 
⚭ I um 1413 Jean VI., Graf von Roucy und Braine, X 25. Oktober 1415 in der Schlacht von Azincourt, begraben im Kloster St-Yved (Braine) (Haus Pierrepont); 
⚭ II um 1416 Pierre de Bourbon, 1417 Herr von Préaux, † ermordet 11. Oktober 1422 in La Rochelle (Haus Bourbon-Préaux)
          3. Jacqueline de Montaigu, † 1436 in Moncontour, Herrin von Marcoussis und Bois-Malesherbes; 
⚭ I wohl 7. November 1399 Jean de Craon, Herr von Montbazon, X 25. Oktober 1415 in der Schlacht von Azincourt (Haus Craon)[5]; 
⚭ II Jean V. Malet, Herr von Graville, † nach 1449 (Haus Malet)
          4. Jeanne de Montaigu, * wohl 1398, † September 1420 in Vallères; 
⚭ Herbst 1417 Jacques II. de Bourbon, 1415 Herr von Argies und Préaux, 1417 Baron von Thury, 1420 geistlich, † erschossen 1429 (Haus Bourbon-Préaux)
          5. zwei Söhne, eine Tochter, † klein

      3. (I) Katharina (Cathérine), * wohl 1338, † klein
      4.  (I) Ludwig I. (Louis I.),[6] * 23. Juli 1339 im Schloss Vincennes, † 22. September 1384 in Bisceglie bei Bari, Prinz von Frankreich, 1356 Graf von Anjou und Maine, Baron von Château-du-Loir, Herr von Champtoceaux und Boulogne 26. Oktober 1360 Herzog von Anjou, 1370 Herzog von Touraine, Pair von Frankreich, 1380 Regent von Frankreich (Regierung der Herzöge), Neapel 23. Juni 1380 von Johanna I. (Giovanna I.) Königin von Neapel (Haus Anjou) adoptiert, 1382 Titularkönig von Neapel, Sizilien und Jerusalem, Herzog von Kalabrien und Capua, Graf von Provence, Forcalquier und Piemont, Herr von Montpellier, 1370 Gouverneur von Languedoc, Guyenne und Dauphiné, begraben in der Kathedrale von Angers; 
⚭ 9. Juli 1360 Marie de Châtillon, Gräfin von Blois und Guise, * wohl 1343, † 12. November 1404 in Angers, Tochter von Karl (Charles) von Blois-Châtillon, Herzog von Bretagne, Graf von Penthièvre etc., begraben in der Kathedrale von Angers (Haus Châtillon) – Nachkommen: Jüngeres Haus Anjou 
      5.  (I) Johann I. (Jean le Magnifique), * 30. November 1340 im Schloss Vincennes, † 15. Juni 1416 im Hôtel de Nesle in Paris, 1356 Graf und 1360 Herzog von Berry, 1356 Herzog von Auvergne und Graf von Poitiers, 1360 Graf von Montpensier, Étampes, Boulogne und Mâcon, erbt 1394 die Auvergne und Boulogne, 1358 Generalleutnant von Guyenne und Languedoc, 1405 Gouverneur von Paris, 1360 Pair von Frankreich, begraben in Bourges; 
⚭ I 24. Juni 1360 in Carcassonne Jeanne d’Armagnac, † 15. März 1387, Tochter von Johann I. (Jean I.), Graf von Armagnac (Haus Lomagne), und Beatrix von Clermont; 
⚭ II 5. Juni 1389 in Riom Johanna II. (Jeanne II.), 1394 Gräfin von Auvergne und Boulogne, * 1378, † Ende 1422 (vielleicht auch 1424), Erbtochter von Graf Johann II. (Haus Auvergne) und Eleonore de Comminges, sie heiratete in zweiter Ehe am 16. November 1416 Georges de La Trémoille, 1396 Graf von Guînes etc. († 6. Mai 1446) (Haus La Trémoille)
        1. (I) Karl (Charles), * wohl 1362, † 1382, Graf von Montpensier
        2. (I) Johann II. (Jean II.), † 1401/1402, wohl 1382 Graf von Montpensier; 
⚭ I 5. August 1386 in Saint-Ouen Cathérine Prinzessin von Frankreich, * 4. Februar 1378 in Paris, † Oktober 1388, begraben in Maubuisson, Tochter von König Karl V., seine Kusine, siehe oben; 
⚭ II 1401 Anne de Bourbon, † September 1408 in Paris, Tochter von Johann VII., Graf von Vendôme (Bourbonen), sie heiratete in zweiter Ehe 1402 Ludwig VII. der Bärtige, Herzog von Bayern-Ingolstadt, † 1. Mai 1447 in Burghausen (Wittelsbacher), begraben in Saint-Jacques in Paris
        3. (I) Ludwig (Louis), * wohl 1364, † wohl nach Juli 1383
        4. (I) Bonne, * wohl 1365, † 30. Dezember 1435 in Carlat, begraben im Kloster Rodez; 
⚭ I 18. Januar 1377 in Paris Amadeus VII., 1383 Graf von Savoyen, † 1. November 1391 in Schloss Ripaille (Haus Savoyen); 
⚭ II 2. Dezember 1393/8. Januar 1394 in Mehun-sur-Yèvre Bernard VII., 1391 Graf von Armagnac, Connétable von Frankreich, † 12. Juni 1418 (Haus Lomagne)
        5. (I) Marie, * wohl 1367, † Juni 1434 in Lyon, 1370 Herzogin von Auvergne, begraben in Souvigny; 
⚭ I 29. März 1386 in Bourges[7] Louis III. de Châtillon, Graf von Dunois, Herr von Romorantin, † 15. Juli 1391 (Haus Châtillon); 
⚭ II 27. Januar 1392 Philipp von Artois (Philippe d’Artois), 1387 Graf von Eu, Connétable von Frankreich, † 16. Juni 1397 in Micalizo (Haus Frankreich-Artois); 
⚭ III 22. Juni 1400 in Paris Johann I. (Jean I.), 1410 Herzog von Bourbon, † 5. Februar 1434 in London (Bourbonen)

      6.  (I) Philipp der Kühne (Philippe le Hardi),[8] * 15. Januar 1342 in Pontoise, † 27. April 1404 in Halle bei Brüssel, Prinz von Frankreich, 1360–1364 Herzog von Touraine, Germigny-sur-Marne 6. September 1363 Herzog von Burgund (Duc de Bourgogne), Erster Pair von Frankreich, 1380–1385 Graf von Mortagne, 1383 Graf von Flandern und Artois, Pfalzgraf von Burgund (Franche-Comté), Graf von Nevers, Rethel, Étampes und Gien, 1390 Graf von Charolais, 1399 Regent des Herzogtums Bretagne, begraben in Dijon; 
⚭ 12. April per procurationem, persönlich 19. Juni 1369 in Gent Margarete III., 1385 Gräfin von Flandern und Artois, Pfalzgräfin von Burgund, Gräfin von Nevers und Rethel, Pair von Frankreich, 1404 Herzogin von Brabant und Limburg, Markgräfin von Antwerpen, Herrin von Mechelen, getauft 13. April 1350 in Male,[9] † 16. März 1405 in Arras, begraben in Lille, Erbtochter von Ludwig II., Graf von Flandern etc. (Haus Dampierre), Witwe von Philipp I., 1350 Herzog von Burgund (Älteres Haus Burgund) – Nachkommen: (Haus Burgund) 
      7. (I) Johanna (Jeanne), * 24. Juni 1343 auf Burg Châteauneuf-sur-Loire, † 3. November 1373 in Évreux, begraben in der Basilika Saint-Denis; 
⚭ I 21. Juni 1347 im Schloss Vincennes (Ehe nicht vollzogen) Heinrich von Brabant, † 29. November 1349, 1348 Herzog von Limburg, Sohn von Johann III., Herzog von Brabant und Limburg (Reginare)[10]; 
⚭ II Februar 1353 im Château du Vivier Karl II. der Böse, 1343 König von Navarra, † 1. Januar 1387 in Pamplona (Haus Frankreich-Évreux)
      8. (I) Marie, * 18. September (vielleicht auch 12. September) 1344 in Saint-Germain-en-Laye, † Oktober 1404, wohl am 15., begraben in Bar-le-Duc; 
⚭ 5. Oktober 1364 in Bar-le-Duc Robert I., 1352 Graf und 1354 Herzog von Bar, Markgraf von Pont-à-Mousson, Herr zu Cassel, Dünkirchen und Gravelines, † 12. April 1411 (Haus Scarponnois)
      9. (I) Agnès, * 9. Dezember 1345, † April 1349 in Paris, begraben in Saint-Jacques in Paris
      10. (I) Marguerite, * 20. September 1347 im Louvre in Paris, † 25. April 1352 wohl in Poissy, geistlich zu Poissy
      11. (I) Isabelle, * 1. Oktober 1348 im Schloss Vincennes, † 11. September 1372 wohl in Pavia, begraben in San Francesco in Pavia; 
⚭ Juni 1360 Gian Galeazzo Visconti, 1385 Herr und 1395 Herzog von Mailand, Graf von Pavia und Vertus, † 3. September 1402 (Visconti)
      12. (II) Blanche, * wohl 1350, † klein
      13. (II) Cathérine, * wohl 1352, † klein
      14. (II) Sohn, * wohl 1354, † klein

    4. (I) Marie, * wohl 1326, † 22. September 1333 wohl in Paris, begraben im Couvent des Cordelières in Paris; 
⚭ 1332 in Paris (Ehe nicht vollzogen) Johann von Brabant, * 24. November 1327, † Ende 1335, Herzog von Limburg, Sohn von Johann III., Herzog von Brabant und Limburg (Reginare)[10][11]
    5. (I) Ludwig (Louis), * und † 17. Januar 1328 im Schloss Vincennes, begraben im Couvent des Cordeliers in Paris
    6. (I) Ludwig (Louis), * 8. Juni 1330, † 23. Juni 1330, begraben im Couvent des Cordeliers in Paris
    7. (I) Johann (Jean), * wohl 1332, † 2. Oktober 1333
    8.  (I) Philipp (Philippe), * 1. Juli 1336 im Schloss Vincennes, † 1. September 1375 wohl in Orléans, 1344 Herzog von Orléans und Touraine, Graf von Valois und Beaumont-le-Roger, Pair von Frankreich, begraben in der Kathedrale von Orléans; 
⚭ 18. Februar 1345 Blanche Prinzessin von Frankreich, Gräfin von Beaumont-le-Roger, * posthuma 1. April 1328 auf Burg Châteauneuf-sur-Loire, † 7. Februar 1392 wohl in Orléans, Tochter von Karl IV. (Charles IV.), König von Frankreich, begraben in der Basilika Saint-Denis (Kapetinger)
      1. (unehelich, Mutter unbekannt) Sohn † 1379[12]
      2. (unehelich, Mutter unbekannt) Louis Bâtard d’Orléans † 1395 in Jerusalem, 1392 legitimiert, geistlich zu Saint-Lucien in Beauvais, 1388 kirchlicher Maître des requêtes beim Parlement de Paris, 1391 Bischof von Poitiers, 1394 Bischof von Beauvais, Pair von Frankreich[12]

    9. (II) Jeanne (Blanche), * posthuma Mai 1351, † 16. September 1371 in Béziers, begraben in der Basilika Saint-Denis
    10. (unehelich, Mutter: NN aus Armagnac) Jean d’Armagnac Bâtard de France † nach 1350[12]
    11. Thomas de La Marche Bâtard de France, genannt Thomas Albus (Mutter: Béatrix de la Berruère, * 1294, † 1348), * 1317, † 1361, November 1350 Herr von La Marche[12]

  3. (I) Johanna (Jeanne), * wohl 1294, † 7. März 1342 in Fontenelle, als Witwe dort geistlich; 
⚭ 19. Mai 1305 in Chauny Wilhelm III., 1304 Graf von Holland und (als Wilhelm I.) Graf von Hennegau, † 7. Juni 1337 in Valenciennes (Haus Avesnes)
  4. (I) Margarete (Marguerite), * wohl 1295, † Juli 1342; 
⚭ Oktober 1310, wohl nach dem 6., Guido I. von Châtillon (Guy I. de Châtillon), 1307 Graf von Blois und Dunois, † August 1342 (Haus Châtillon)
  5.  (I) Karl II. (Charles) von Valois[13] * wohl 1297, X 26. August 1346 in der Schlacht bei Crécy, 1326 Graf von Alençon, Chartres, Le Perche, Porhoet, Joigny, Herr von Verneuil, L’Aigle, Domfront und Fougères, Pair von Frankreich, begraben in Saint-Jacques in Paris; 
⚭ I April 1314 Jeanne, Gräfin von Joigny, † 2. Oktober 1336, Erbtochter von Graf Johann II. (Jean II. Blondel) (Haus Joigny); 
⚭ II. Dezember 1336, wohl am 15., Maria de la Cerda, * wohl 1310, † 19. November 1379 in Paris, 1350 Herrin (Dame) von Senonches, Tochter von Ferdinand II. de la Cerda, Herr von Lunel (Haus Burgund-Ivrea), und Juana Núñez de Lara, Witwe von Karl von Évreux (Charles d'Évreux), Graf von Étampes (Haus Frankreich-Évreux), begraben in Saint-Jacques in Paris – Nachkommen: siehe Haus Valois-Alençon
  6. (I) Katharina (Cathérine), * 1299, † klein, begraben in der Abtei Le Val de Sery[14]
  7. (II) Johann (Jean), * wohl Ende 1302, † vor 1308, Graf von Chartres
  8. (II) Katharina (Cathérine), * Ende 1303, † Oktober 1346 in Neapel, 1308/1325 Titularkaiserin von Konstantinopel, 1308/1313 zu Courtenay, Montargis und Blaton,[15] 1332 Fürstin von Achaia; 
⚭ 30. Juli 1313 in Fontenelle Philipp (Filippo) von Sizilien, 1294 Fürst von Tarent, Despot von Epirus, 1313/1325 Titularkaiser von Konstantinopel, † 26. Dezember 1332 in Neapel (Haus Anjou)
  9. (II) Johanna (Jeanne), * wohl Ende 1304, † 9. Juli 1363, begraben in St-Augustin; 
⚭ 1318 Robert III. d’Artois, Herr von Conches-en-Ouche, 1329 Graf von Beaumont-le-Roger, † 16. August 1342 in London, bestattet in St Paul’s Cathedral in London (Haus Frankreich-Artois)
  10. (II) Isabelle, * wohl 1306, † 11. November 1349, geistlich zu Poissy, 1342 Äbtissin von Fontevrault, dort auch bestattet
  11. (III) Marie, * wohl 1309, † 6. Dezember 1328; 
⚭ 11. Januar in Paris per procurationem, persönlich zwischen wohl 22. Januar und Mai 1324 Karl (Carlo), Erbprinz von Sizilien, Herzog von Kalabrien, † 10. November 1328 in Neapel, dort auch bestattet (Haus Anjou)
  12. (III) Isabelle, * wohl 1313, † 26. Juli 1383, wohl 1370 geistlich in Saint-Marcel in Paris, dort auch bestattet; 
⚭ 25. Januar 1337 Peter I. (Pierre I.), 1341 Herzog von Bourbon, X 19. September 1356 in der Schlacht bei Maupertuis (Bourbonen)
  13. (III) Ludwig (Louis), * 1318, † 2. November 1328, Graf von Chartres, begraben in der Minoritenkirche Paris
  14. (III) Blanche (Marguerite), * 1317, † 1. August 1348, begraben in Prag; 
⚭ 8. Mai 1329 in Prag Karl IV. von Luxemburg, 1346 Römisch-deutscher König und König von Böhmen, 1355 Römisch-deutscher Kaiser, † 29. November 1378 in Prag, dort auch bestattet (Haus Luxemburg)

## Von Karl VI. bis Karl VIII.
1. Karl VI. der Wahnsinnige (Charles VI. le Fou, auch le Bien-Aimé), * 3. Dezember 1368 in Paris, † 21. Oktober 1422 daselbst, 1368 Dauphin von Viennois, 1380 König von Frankreich, 1388 volljährig, 1397–1404 Graf von Eu, bestattet in der Basilika Saint-Denis; 
⚭ 13. Juli 1385 in Amiens Elisabeth (Isabeau) von Bayern, Pfalzgräfin bei Rhein, * Frühjahr 1371, † 24. September 1435 in Paris, Tochter von Stephan III. Herzog von Bayern-Ingolstadt, begraben in der Basilika Saint-Denis (Wittelsbacher) – Vorfahren siehe oben
  1. Karl (Charles), * 25. September 1386 im Schloss Vincennes, † 28. Dezember 1386 daselbst, Dauphin von Viennois
  2. Johanna (Jeanne), * 14. Juni 1388 in Saint-Ouen, † 1390 wohl in Paris, begraben in Maubuisson
  3. Isabeau, * 9. November 1389 im Louvre in Paris, † 13. September 1409 in Blois, begraben in Saint-Célestin in Paris; 
⚭ I per procurationem 12. März im Louvre, persönlich 4. November 1396 in Calais Richard II. von Bordeaux, 1371–1399 König von England, † ermordet 14. Februar 1400 auf Burg Pontefract in Yorkshire (Haus Plantagenet); 
⚭ II 29. Juni 1406 in Compiègne Karl von Orléans (Charles d’Orléans), Graf von Angoulême, 1407 Herzog von Orléans, † 4. Januar 1466 in Amboise (Haus Valois-Orléans)
  4. Johanna (Jeanne), * 24. Januar 1391 im Château de Melun, † 27. September 1433 in Vannes, begraben in der Kathedrale von Vannes; 
⚭ 30. Juli 1397 im Louvre in Paris Johann VI. (Jean VI.), Earl of Richmond, 1399 Herzog von Bretagne, 1406 Herzog von Orléans genannt, † 29. August 1442 in Nantes (Haus Frankreich-Dreux)
  5. Karl (Charles), * 6. Februar 1392 in Paris, † 11. Januar 1401 wohl in Paris, Dauphin von Viennois, Herzog von Guyenne
  6. Marie, * 24. August 1393 wohl in Paris, † 19. August 1438 daselbst, 1408 Priorin in Poissy, dort auch begraben
  7. Michelle, * 11. Januar 1395 in Paris, † 8. Juli 1422 in Gent, begraben in der St.-Bavo-Kathedrale in Gent; 
⚭ Juni 1409 Philipp III. der Gute, 1419 Herzog von Burgund, † 15. Juni 1467 in Brügge, bestattet in Dijon ((Haus Burgund))
  8. Ludwig (Louis), * 22. Januar 1397 in Paris, † 18. Dezember 1415 daselbst, vor 1401 Herzog von Guyenne, 1401 Dauphin von Viennois, Pair von Frankreich, 1409 Präsident des Königlichen Staatsrats; 
⚭ 31. August 1412 in Paris Margareta Prinzessin von Burgund, * 1393, † 2. Februar 1441/42 in Paris, 1424 Herzogin von Guyenne, Gräfin von Gien, Montargis, Dun-le-Roy, und Fontenay-le-Comte, Tochter von Johann Ohnefurcht, Herzog von Burgund, begraben im Karmelitenkloster Paris (Haus Burgund), heiratete in zweiter Ehe 10. Oktober 1423 Arthur le Justicier, 1423 Regent von Frankreich, Connétable von Frankreich (le Connétable de Richemont), 1457 Herzog von Bretagne, Pair von Frankreich, † 26. Dezember 1458 in Nantes (Haus Frankreich-Dreux)
  9. Johann (Jean), * 31. August 1398 in Paris, † vergiftet 5. April 1417 in Compiègne, 1406 Herr von Mortagne, 1407 Pair von Frankreich, 1414 Herzog von Touraine, 1415 Dauphin von Viennois, wohl 1416 Herzog von Berry, Graf von Ponthieu, begraben in der Abtei Saint-Corneille in Compiègne; 
⚭ 6. August 1415 Jakobäa von Bayern, getauft 16. Juli 1401, † ermordet 8./9. Oktober 1436 auf Schloss Teylingen, 1417 bzw. 1425/1433 Gräfin von Holland und Hennegau etc., Erbtochter von Wilhelm II., Herzog von Niederbayern, Graf von Holland (Wittelsbacher), sie heiratete in zweiter Ehe am 10. April 1418 in Den Haag, geschieden 1422, Johann IV. von Burgund, Herzog von Brabant und Limburg, † 17. April 1427 in Brüssel (Haus Burgund), in dritter Ehe 1422 in London, geschieden 13. Februar 1425/9. Januar 1428, Humphrey, Prinz von England, 1414 Duke of Gloucester, † 23. Februar 1447 in der Abtei St Edmund (Haus Lancaster), und in vierter Ehe heimlich am 1. Juli 1432 in Den Haag, öffentlich am 1. März 1434 in Sint Maartensdijk, Frank II. von Borsselen, Graf von Ostervant etc., Ritter des Ordens vom Goldenen Vlies, † 19. November 1470 in Sint-Maartensdijk (Haus Borsselen)[16]
  10. Katharina (Cathérine), * 27. Oktober 1401 in Paris, † 3. Januar 1438 wohl in London, begraben in Westminster Abbey; 
⚭ I 2. Juni 1420 in Troyes Heinrich V. (Henry V.) von Monmouth, 1413–1422 König von England und Frankreich, Herr von Irland, 1420–1422 Regent von Frankreich, † 31. August 1422 im Schloss Vincennes, begraben in Westminster Abbey (Haus Plantagenet); 
⚭ II 1429 Sir Owen Tudor, † 4. Februar 1461 (Haus Tudor)
  11.  Karl VII. der Siegreiche (Charles VII. le Victorieux), * 22. Februar 1403 in Paris, † 22. Juli 1461 auf Schloss Mehun-sur-Yèvre, 1416 Herzog von Touraine, 1417 Dauphin von Viennois, 1418–1420 Regent von Frankreich, 1419 Herzog von Berry, Graf von Ponthieu, 30. Oktober 1422 bzw. 17. Juli 1429 König von Frankreich, begraben in der Basilika Saint-Denis; 
⚭ 2. Juni 1422 Maria von Anjou, Prinzessin von Neapel, * 14. Oktober 1404, † 29. November 1463 in der Abtei Les Châteliers (Île de Ré), Tochter von Ludwig II. (Lodovico II.) von Anjou, Titularkönig von Neapel, begraben in der Basilika Saint-Denis (Jüngeres Haus Anjou)
    1.  Ludwig XI. (Louis XI.), * 3. Juli 1423 in Bourges, † 30. August 1483 auf Schloss Plessis-lès-Tours, 1423 Dauphin von Viennois, 1461 König von Frankreich, 1481 Herzog von Anjou, Graf von Maine und Provence, begraben in Notre-Dame de Cléry; 
⚭ I 24. Juni 1436 in Tours Margarete, Prinzessin von Schottland, * 1424, † 16. August 1445 in Châlons-sur-Marne, Tochter von Jakob I., König von Schottland, begraben in der Abtei Saint-Laon in Thouars (Haus Stuart); 
⚭ II 28. Februar/8. März 1451 in Chambéry, persönlich 10. Juli 1457 in Nantes Charlotte Prinzessin von Savoyen, * 1445, † 1. Dezember 1483 in Amboise, Tochter von Ludwig, Herzog von Savoyen, begraben in Notre-Dame de Cléry (Haus Savoyen).
      1. (II) Ludwig (Louis),[17] * 18. Oktober 1458 in Genappe, † 1460
      2. (II) Joachim, * 27. Juli 1459, † 29. November 1459 wohl in Namur, bestattet in der Kirche der Cordeliers in Amboise
      3. (II) Louise, * Mai 1460 in Genappe, † 1460
      4. (II) Anne * April 1462, † 14. November 1522 auf Schloss Chantelle, 1470 Vizegräfin von Thouars, 1474 Herrin von Beaujeu, 1483–1491 Regentin von Frankreich, begraben in Souvigny; 
⚭ 8. November 1473 Peter II. (Pierre II.), 1488 Herzog von Bourbon, 1483–1491 Regent von Frankreich, Generalleutnant, † 10. Oktober 1503 im Schloss Bourbon in Moulins (Allier)[18] (Bourbonen)
      5. (II) Johanna (Jeanne la Boiteuse), * 23. April 1464, † 4. Februar 1505 in Bourges, 1498 Herzogin von Berry, stiftet 1501 in Bourges den Orden der Annuntiatinnen, begraben im Konventskloster der Annuntiatinnen in Bourges, 1950 heiliggesprochen; 
⚭ 8. September 1476, geschieden 12. Dezember 1498, Ludwig XII. (Louis XII.), 1466 Herzog von Orléans, 1498, König von Frankreich, † 1. Januar 1515 in Paris, begraben in der Basilika Saint-Denis (Haus Valois-Orléans)
      6. (II) Ludwig (Louis), * und † 1467
      7. (II)  Karl VIII. der Leutselige (Charles VIII. l’Affable), * 30. Juni 1470 in Amboise, † 7. April 1498 daselbst, 1470 Dauphin von Viennois, 1483 König von Frankreich, 1491 Herzog von Bretagne, gründet 1465 das Kloster Santa Trinità dei Monti in Rom, 16. Januar 1495 von Papst Alexander VI. (Rodrigo de Borja) gekrönt, begraben in der Basilika Saint-Denis; 
⚭ per procurationem 6. Dezember in Langeais, persönlich 13. Dezember 1491 Anne, 1488 Herzogin von Bretagne, * 25. Januar 1477 in Nantes, † 9. Januar 1514 im Schloss Blois, Erbtochter von Herzog Franz II. (François II.), begraben in der Basilika Saint-Denis (Haus Frankreich-Dreux), heiratete in zweiter Ehe 8. Januar 1499 im Schloss Nantes Ludwig XII. (Louis XII.), 1466 Herzog von Orléans, 1498, König von Frankreich, † 1. Januar 1505 in Paris, begraben in der Basilika Saint-Denis (Haus Valois-Orléans)
        1. Karl Roland (Charles Orland), * 10. Oktober 1492 auf Schloss Montils-lez-Tours, † 6. Dezember 1495 in Amboise, Dauphin von Viennois, begraben in Saint-Martin de Tours
        2. Karl (Charles), * 8. September 1496 auf Schloss Montils-lez-Tours, † 2. Oktober 1496 daselbst, Dauphin von Viennois
        3. Franz (François), * Ende 1497 auf Schloss Montils-lez-Tours, † Anfang 1498, Dauphin von Viennois
        4. Anne, * 1498 vor dem 7. April (dem Todestag ihres Vaters), † einige Tage alt

      8. (II) Franz (François), * 3. September 1472 Amboise, † Juli 1473 daselbst, Herzog von Berry
      9. (unehelich, Mutter: Phelise Regnard) Guyotte Bâtarde de France; 
⚭ Charles du Sillon[12]
      10. (unehelich, Mutter: Marguerite de Sassenage, † nach 1471, Tochter von Henri de Sassenage (Haus Sassenage) und Antonietta di Saluzzo (Aleramiden), Witwe von Amblard de Beaumont, Herr von Montfort) Jeanne de Valois Bâtarde de France, † 1519, legitimiert 25. Februar 1466, Herrin (Dame) von Mirabeau und Usson; 
⚭ 26. Februar 1466 in Paris Louis Bâtard de Bourbon, 1465 1. Graf von Roussillon-en-Dauphiné, † 19. Januar 1487 in Valognes, Sohn von Karl I., Herzog von Bourbon (Bourbonen)[12]
      11. (unehelich, Mutter: Marguerite de Sassenage, s. o.) Marie Bâtarde de France † 1469, legitimiert 11. Juli 1467; 
⚭ wohl im Juni 1467 in Chartres Aymar de Poitiers, Herr von Saint-Vallier, Markgraf von Cotrone etc., † nach 9. September 1510 (Haus Poitiers-Valentinois)[12]
      12. (Mutter: Marguerite de Saussenage, s. o.) Isabelle Bâtarde de France; 
⚭ Louis de Saint-Priest[12]

    2. Radegunde (Radégonde), * wohl 1425, † 19. März 1444 in Tours, begraben in der Kathedrale von Tours
    3. Johann (Jean), *wohl 1426, † klein
    4. Katharina (Cathérine), * 1428, † 13. September 1446 in Brüssel, begraben in der Kathedrale von Brüssel; 
⚭ 19. Mai 1440 in Saint-Omer Karl der Kühne (Charles le Hardi), Graf von Charolais, 1467 Herzog von Burgund, X 5. Januar 1477 vor Nancy (Haus Burgund)
    5. Jakob (Jacques), * 1432, † 2. März 1437 in Tours, begraben in der Kathedrale von Tours
    6. Jolande, * 23./24. September 1434 in Tours, † 29. August 1478 in Chambéry,[19] 1472–1478 Regentin von Savoyen, begraben in Vercelli; 
⚭ 1452 nach Oktober Amadeus IX., 1465 Herzog von Savoyen, † 30. März 1472 in Vercelli (Haus Savoyen)
    7. Johanna (Jeanne), * 1435, † 4. Mai 1482 im Schloss Bourbon in Moulins (Allier), begraben in der Kathedrale von Moulins; 
⚭ 11. März 1447 Johann II. (Jean II.), 1456 Herzog von Bourbon, † 1. April 1488 im Schloss Bourbon in Moulins (Bourbonen)
    8. Philipp (Philippe), * 4. Februar 1436 in der Burg Chinon, † 11. Juni 1436 wohl daselbst
    9. Margarete (Marguerite), * Mai 1437, † 24. Juli 1438 in Tours
    10. Johanna (Jeanne), * 7. September 1438 (Zwilling), † 26. Dezember 1446
    11. Marie, * 7. September 1438 (Zwilling), † 14. Februar 1439
    12. Marie, * wohl 1441, † klein
    13. Magdalena (Madeleine), * 1. Dezember 1443 in Tours, † 24. Januar 1495 in Pamplona, begraben in der Kathedrale von Pamplona; 
⚭ 7. März 1461 in Saint-Jean-d’Angély Gaston de Foix, Fürst von Viana, † 23. November 1470 bei einem Turnier, begraben in der Kathedrale von Pamplona (Haus Grailly)
    14.  Karl (Charles), * 28. Dezember 1446 auf Schloss Montils-lez-Tours, † vergiftet 12. Mai 1472 in Bordeaux, 1461–1465 Herzog von Berry, 1461 Pair von Frankreich, 1465 Herzog der Normandie, 1469 Herzog von Guyenne, begraben in der Kathedrale von Bordeaux,[20]
    15. (unehelich, Mutter: Agnès Sorel[21] * 1409/1410 im Schloss Fromenteau, † 9. Februar 1450 im Château von Anneville, Dame de Beauté-lez-Paris, Roquecezière etc., Tochter von Jean Sorel, Herr von Couches, Saint-Géran und Fromenteau-en-Touraine, und Cathérine de Maignelay, begraben im Kloster Loches) Charlotte de Valois Bâtarde de France, * wohl 1434, † ermordet 31. Mai/1. Juni 1477 im Schloss Rouvres,[22] begraben in der Abtei Notre-Dame de Coulombs; 
⚭ 1. März 1462 Jacques de Brézé, Graf von Maulévrier, † 14. August 1494 in Nogent-le-Roi (Haus Brézé)
    16. (unehelich, Mutter: Agnès Sorel, s. o.) Marie Marguerite Bâtarde de France, * 1436, † 1473, legitimiert 18. Oktober 1458, Dame de Royan und Mornac, September 1462 Dame de Rochefort; 
⚭ wohl am 18. Dezember 1458 in Vendôme Olivier de Coëtivy, Graf von Taillebourg, † wohl 1480 (Haus Coëtivy)
    17. (unehelich, Mutter: Agnès Sorel, s. o.) Jeanne Bâtarde de France, * 1439; 
⚭ wohl am 23. Dezember 1461 Antoine de Bueil, Graf von Sancerre, † nach 1506 (Haus Bueil)
    18. (unehelich, Mutter: Agnès Sorel, s. o.) Tochter, * wohl 1449, † 1450, 6 Monate alt

  12. Philipp (Philippe), * und † 10. November 1407 in Paris
  13. (unehelich, Mutter: Odette de Champdivers, genannt La Petite Reine, * wohl 1389, † wohl 1424, Tochter von Odin de Champdivers) Marguerite Bâtarde de Valois * wohl 1407, † vor Januar 1448, legitimiert 1428; 
⚭ 1428 Jean III. de Harpedane, Herr von Belleville und Montaigu, Seneschall der Saintonge[12]